# Conewago (Contea di Adams, Pennsylvania)
Conewago  è una township degli Stati Uniti d'America, nella Contea di Adams, Pennsylvania. Secondo il censimento del 2000 la popolazione è di 5.709 abitanti.

## Società

### Evoluzione demografica
La composizione etnica vede una prevalenza della razza bianca (97.92% ), seguita da quella asiatica (0.77%).
| township di Conewago Popolazione |       |
| 2000                             | 5.709 |
| Stima al 01-07-07                | 6.079 |